# Campeonato Mundial de Pesca Submarina
El Campeonato Mundial de Pesca Submarina, oficialmente Spearfishing World Championship, es una competición organizada por la Confederación Mundial de Actividades Subacuáticas (CMAS), para definir a los mejores representantes de esta disciplina deportiva, tanto a nivel individual como colectivo. A 2021 la CMAS ha realizado un total de 33 eventos mundiales para premiar a campeones mundiales de pesca submarina, siendo el primero celebrado en Lošinj, actual Croacia, en 1957. Actualmente se desarrolla cada dos años.

## Campeonato por equipos

### Campeonato masculino
Medallero histórico
| Núm. | País           | Oro | Plata | Bronce | Total |
| ---- | -------------- | --- | ----- | ------ | ----- |
| 1    | España         | 13  | 5     | 6      | 24    |
| 2    | Italia         | 9   | 10    | 4      | 23    |
| 3    | Francia        | 3   | 5     | 7      | 15    |
| 4    | Chile          | 3   | 2     | 1      | 6     |
| 5    | Portugal       | 1   | 4     | 0      | 5     |
| 6    | Croacia 1      | 1   | 2     | 3      | 6     |
| 7    | Brasil         | 1   | 1     | 2      | 4     |
| 8    | Grecia         | 1   | 0     | 1      | 2     |
| 8    | Cuba           | 1   | 0     | 0      | 1     |
| 10   | Estados Unidos | 0   | 2     | 6      | 8     |
| 11   | Tahití         | 0   | 1     | 1      | 2     |
| 12   | Australia      | 0   | 1     | 0      | 1     |
| 13   | Chipre         | 0   | 0     | 1      | 1     |

()1= Incluye a Yugoslavia.
Resultados
| #  | Año  | Sede                      | Oro                | Plata                    | Bronce                   | Cuarto                   |
| -- | ---- | ------------------------- | ------------------ | ------------------------ | ------------------------ | ------------------------ |
| 1  | 1957 | Lošinj, Yugoslavia        | Italia · (SD)      | Yugoslavia (SD)          | Francia (SD)             | España · (SD)            |
| 2  | 1958 | Sesimbra, Portugal        | Francia (SD)       | Italia · (SD)            | Brasil · (SD)            | —                        |
| 3  | 1959 | Gozo y Comino, Malta      | España · (SD)      | Italia · (SD)            | Estados Unidos (SD)      | Brasil · (SD)            |
| 4  | 1960 | Lipari y Ustica, Italia   | Italia · (118.430) | España · (101.860)       | Estados Unidos (100.075) | Brasil · (84.015)        |
| 5  | 1961 | Almería, España           | España · (533.000) | Francia (372.500)        | Estados Unidos (308.000) | Brasil · (293.500)       |
| 6  | 1963 | Río de Janeiro, Brasil    | Francia (SD)       | Brasil · (SD)            | Estados Unidos (SD)      | España · (SD)            |
| 7  | 1965 | Papeete, Tahití           | Francia (162.740)  | Australia (133.800)      | Estados Unidos (87.440)  | Reino Unido (69.440)     |
| 8  | 1967 | Los Canarreos, Cuba       | Cuba · (SD)        | Francia (SD)             | España · (SD)            | —                        |
| 9  | 1969 | Islas Eolias, Italia      | Italia · (138.220) | Francia (75.200)         | Brasil · (51.000)        | España · (47.500)        |
| 10 | 1971 | Iquique, Chile            | Chile · (SD)       | Estados Unidos (SD)      | Italia · (SD)            | Perú · (SD)              |
| 11 | 1973 | Cadaques, España          | España · (220.370) | Italia · (160.620)       | Francia (140.340)        | Reino Unido (101.760)    |
| 12 | 1975 | Paracas, Perú             | Brasil · (984.450) | España · (864.900)       | Estados Unidos (864.800) | Francia (808.700)        |
| 13 | 1981 | Florianópolis, Brasil     | Italia · (190.040) | Francia (166.930)        | España · (163.450)       | Estados Unidos (110.560) |
| 14 | 1983 | Antofagasta, Chile        | Chile · (698.150)  | Estados Unidos (515.150) | Italia · (461.700)       | Francia (446.500)        |
| 15 | 1985 | Islas Baleares, España    | España · (203.320) | Italia · (182.260)       | Francia (124.810)        | Reino Unido (71.620)     |
| 16 | 1987 | Estambul, Turquía         | Italia · (313.310) | Yugoslavia (254.130)     | Francia (240.665)        | España · (217.610)       |
| 17 | 1989 | San Teodoro, Italia       | Italia · (SD)      | Francia (SD)             | España · (SD)            | (SD)                     |
| 18 | 1992 | Mallorca, España          | Italia · (SD)      | España · (SD)            | Francia (SD)             | (SD)                     |
| 19 | 1994 | Ilo, Perú                 | España · (SD)      | Chile · (SD)             | Italia · (SD)            | (SD)                     |
| 20 | 1996 | Gijón, España             | España · (SD)      | Portugal (SD)            | Italia · (SD)            | (SD)                     |
| 21 | 1998 | Zadar, Croacia            | Italia · (68.195)  | España · (59.409)        | Croacia · (32.775)       | Sudáfrica (26.575)       |
| 22 | 2000 | Papeete, Tahití           | España · (272.330) | Tahití (192.000)         | Francia (189.808)        | Italia · (184.900)       |
| 23 | 2002 | Arraial do Cabo, Brasil   | España · (140.700) | Italia · (133.850)       | Francia (111.950)        | Croacia · (107.650)      |
| 24 | 2004 | Iquique, Chile            | Chile · (185.560)  | Italia · (181.020)       | España · (135.980)       | Portugal (113.400)       |
| 25 | 2006 | Sines, Portugal           | Portugal (146.425) | Chile · (129.520)        | España · (127.065)       | Croacia · (96.370)       |
| 26 | 2008 | Isla Margarita, Venezuela | España · (433.840) | Italia · (295.520)       | Croacia · (262.190)      | Portugal (216.010)       |
| 27 | 2010 | Lošinj, Croacia           | Croacia · (91.069) | Italia · (53.700)        | España · (49.916)        | Grecia · (26.550)        |
| 28 | 2012 | Vigo, España              | España · (190.235) | Portugal (189.220)       | Croacia · (174.390)      | Italia · (169.710)       |
| 29 | 2014 | Lima, Perú                | España · (459.935) | Portugal (262.912)       | Croacia · (247.044)      | Italia · (229.016)       |
| 30 | 2016 | Syros, Grecia             | Grecia · (72.370)  | Italia · (65.300)        | Chipre (44.030)          | Croacia · (40.360)       |
| 31 | 2018 | Sagres, Portugal          | España · (530.430) | Portugal (530.150)       | Chile · (322.820)        | Chipre (302.400)         |
| 32 | 2021 | Tortoli, Italia           | Italia · (379.980) | España · (361.980)       | Grecia · (313.580)       | Croacia · (283.440)      |
| 33 | 2023 | Mallorca, España          | España · (410.880) | Italia · (347.910)       | Tahití (315.620)         | Turquía (260.140)        |

### Campeonato femenino
Medallero histórico
| Núm. | País           | Oro | Plata | Bronce | Total |
| ---- | -------------- | --- | ----- | ------ | ----- |
| 1    | España         | 2   | 0     | 1      | 3     |
| 2    | Estados Unidos | 1   | 1     | 1      | 3     |
| 3    | Portugal       | 0   | 1     | 0      | 1     |
| 4    | Tahití         | 0   | 1     | 0      | 1     |
| 5    | Italia         | 0   | 0     | 1      | 1     |

Resultados
| # | Año  | Sede             | Oro                     | Plata                   | Bronce                   | Cuarto             |
| - | ---- | ---------------- | ----------------------- | ----------------------- | ------------------------ | ------------------ |
| 1 | 2018 | Sagres, Portugal | Estados Unidos (43.122) | Portugal (40.492)       | España · (30.278)        | Grecia · (23.376)  |
| 2 | 2021 | Tortoli, Italia  | España · (357.340)      | Estados Unidos (99.270) | Italia · (65.220)        | Portugal (50.920)  |
| 3 | 2023 | Mallorca, España | España · (338.870)      | Tahití (250.940)        | Estados Unidos (204.090) | Portugal (160.950) |